# پارک اوئنو
پارک اوئنو (به ژاپنی: 上野恩賜公園  Ueno kōen) یکی از پارک‌های واقع در منطقهٔ تایتو در توکیو پایتخت ژاپن است. پارک اوئنو ۵۳ هکتار مساحت دارد. موزه ملی توکیو و معبد اوئنو توشو در داخل پارک اوئنو واقع شده‌است.

## رسیدن به پارک
- خط یامانوته  برای رسیدن به ایستگاه اوئنو که فقط چند دقیقه با پارک فاصله دارد، می‌توان از خطوط جی‌آر، خط یامانوته استفاده کرد.
- متروی توکیو ایستگاه اوئنو یکی از ایستگاه‌های خط گینزا G 16 و خط هیبیا H 17 وابسته به متروی توکیو نیز محسوب می‌شود.
- در صورت استفاده از ماشین شخصی می‌توان از پارکینگ این پارک استفاده کرد. پارکینگ پارک رایگان نمی‌باشد.[۱]

## نگارخانه

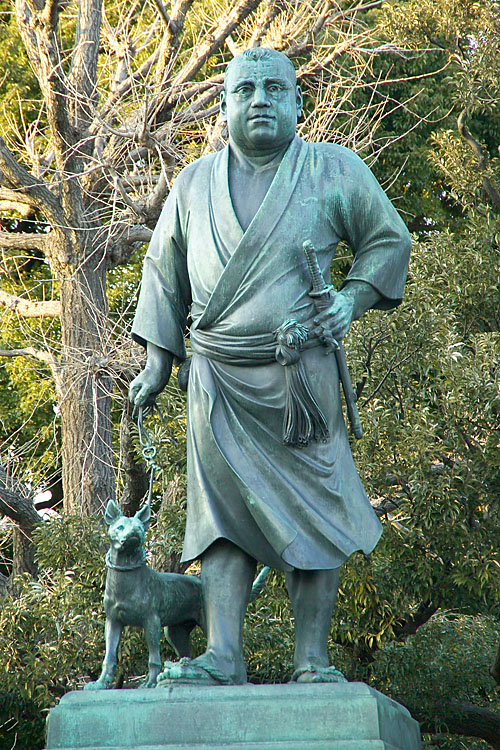
مجسمهٔ سایگو تاکاموری در پارک
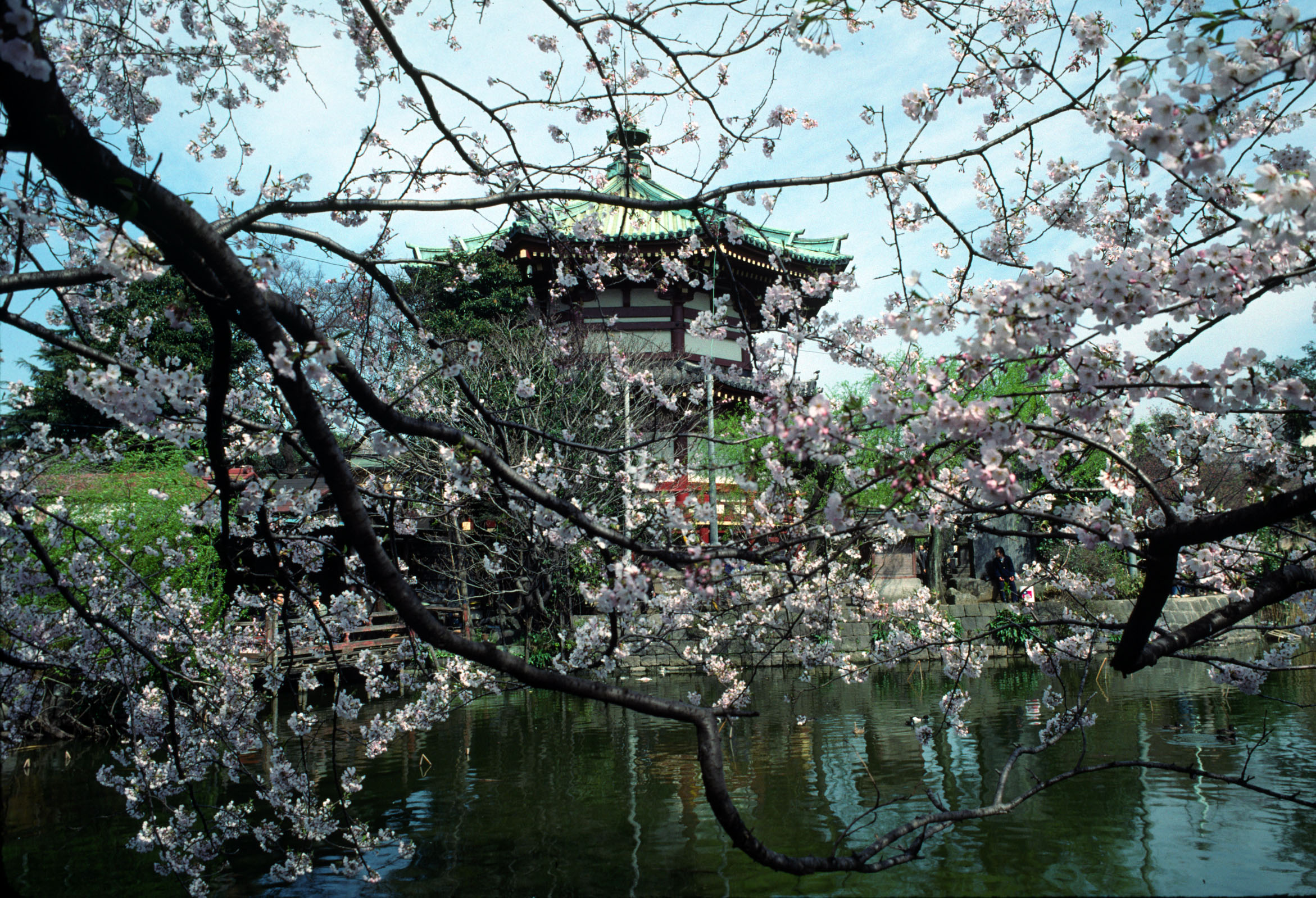
پارک در بهار